# Boavista dos Pinheiros
Pour les articles homonymes, voir Boavista.
Boavista dos Pinheiros est une paroisse civile portugaise (en portugais : freguesia) de la municipalité d'Odemira dans le district de Beja.

## Géographie
Boavista dos Pinheiros est située entre la ville d'Odemira (São Salvador e Santa Maria) au nord et São Teotónio au sud.

## Histoire
La paroisse de Boavista dos Pinheiros est créée en 2001 à partir des paroisses d'Odemira São Salvador et Santa Maria.

## Démographie
Lors du recensement de 2021, Boavista dos Pinheiros compte 1 975 habitants, en hausse par rapport au 1 633 habitants recensés en 2011.